# Fujiwara no Shōshi

La emperatriz Shoshi y su hijo.

Fujiwara no Shōshi (藤原彰子, 988–1074), también conocida como Jōtōmon-in (上東門院), fue emperatriz de Japón desde 1000 hasta 1011 e hija mayor de Fujiwara no Michinaga. 
Su padre la mandó a vivir en el harén del emperador Ichijō a los 12 años. Gracias a su poder, influencia y sus planes políticos consiguió rápidamente el título de segunda Emperatriz (中宮 Chūgū). Como emperatriz se rodeó de una corte de damas de compañía educadas y talentosas como Murasaki Shikibu, autora de Genji Monogatari.
A los 20 años, dio a luz a dos hijos, ambos se convertirían en emperadores y asegurarían el estatus del linaje Fujiwara. A finales de sus 30 se convirtió al budismo, renunciando así a sus tareas y títulos imperiales. Sin embargo continuó siendo un miembro influyente de la familia imperial hasta su muerte con 86 años.
- Datos: Q901949